# آن مور
آن مور (بالإنجليزية: Ann Moore)‏ هي لاعبة فروسية استعراضية ‏ بريطانية، ولدت في 20 أغسطس 1950 في برمنغهام في المملكة المتحدة.

## وصلات خارجية
- آن مور على موقع أوليمبيديا (الإنجليزية)
- آن مور على موقع اللجنة الأولمبية البريطانية (الإنجليزية)